# 織田信順
織田 信順（おだ のぶゆき）は、江戸時代後期の高家旗本。通称は人太郎。官位は従四位上・侍従、主計頭。

## 生涯
高家旗本・織田信由の長男として誕生した。
文化5年（1808年）9月2日、部屋住で高家見習に召し出される。後に高家職に就く。同年12月11日、従五位下・侍従・豊後守に叙任する。後に従四位上・主計頭に昇進する。文化14年（1817年）8月4日、家督を相続する。文政10年（1827年）2月10日、高家肝煎に就任する。
文政11年（1828年）11月17日、死去。子の信恭が家督を継いだ。

## 系譜
- 父：織田信由
- 母：織田信錦養女 - 織田長説の次女
- 正室：織田長宇娘
- 継室：喜連川恵氏娘
- 生母不明の子女
  - 男子：織田信恭